# Maladera opaca
Maladera opaca är en skalbaggsart som beskrevs av Frey 1975. Maladera opaca ingår i släktet Maladera och familjen Melolonthidae. Inga underarter finns listade i Catalogue of Life.